# قناة الوثائقية
الوثائقية هي قناة فضائية وثائقية مصرية، تُبث على القمر الصناعي المصري نايل سات، وهي قناة مصرية متخصصة في إنتاج الأفلام الوثائقية وإذاعتها، وإحدى قنوات المتحدة للخدمات الإعلامية، بدأت البث في 19 فبراير 2023، لتقدم للمُشاهد باقة متميزة من الأفلام الوثائقية في مختلف المجالات كالتاريخ، والسياسة، والثقافة، والبيئة، والفن، والعلم، والرياضة، وحول العديد من الموضوعات والأشخاص والأحداث في مصر وخارجها، يقع مقرها الرئيسي بمدينة الإنتاج الإعلامي بالسادس من أكتوبر في محافظة الجيزة المصرية.
وتقدم محتوى عملت على إنتاجه الشركة المتحدة، من خلال فريق عمل متخصص في إنتاج المواد التوثيقية، وأخرى عالمية حصلت القناة على حقوق بثها، ستعرض لأول مرة عبر شاشاتها.

## أهداف قناة الوثائقية
1. تهدف إلى تقديم منتج ومحتوى متميز، يمكن من خلاله نشر الوعي في عقول المصريين والعرب عن طريق عرض أعمال وأفلام وثائقية متنوعة عن قصص لـ أشخاص وموضوعات تاريخية واجتماعية، يرغب المواطن في معرفة معلومات حقيقة القصة.
2. تهدف إلى تعزيز دور الأفلام الوثائقية في المجتمع، وتقديم أنواع فريدة ومختلفة وجذابة، وتطوير الدور الذي قامت به الشركة المتحدة على مدار الـ 4 سنوات الماضية في نشر أفلام وثائقية، توضح تاريخ مصر والدولة المصرية في كافة التفاصيل.
3. تعمل القناة من خلال الأعمال المنتجة التركيز على الإنجازات المصرية على مدار التاريخ في العديد من القطاعات، ولم تقتصر على الأفلام السياسية أو التاريخية فقط، بل توجد أعمال في كافة المجالات.[3]

## برامج قناة الوثائقية
1. فيلم وثائقي «قصة حياة ومقتل أدهم الشرقاوي»
2. فيلم وثائقي «حوار مع أمير حدود داعش»، يكون على 3 أجزاء، أجراه الإعلامي أحمد الدريني.
3. فيلم وثائقي بـ عنوان «المسرح القومي»، وتقرير مصور عن مخاطر مواقع التواصل الاجتماعي.
4. فيلم وثائقي «صديق الدب» هو فيلم وثائقي روسى، حصل على أفضل موسيقى تصويرية.
5. أفلام وثائقية عن شخصيات مصرية مؤثرة من بينهم الكاتب الراحل «محمد حسنين هيكل».
6. تسلط الضوء على حجم الإنجازات الفني والأدبي، الذي قدم نجيب الريحاني في فيلم بعنوان «الريحاني»، يكون على جزئين.
7. فيلم بعنوان «فرقة رضا»، يتم تناول تجربة إنشاء الفرقة الشعبية الشهيرة التى أسسها الفنان محمود رضا.
8. فيلم وثائقي «يوسف إدريس»، يوثق حياة ودور الأديب المصري الكبير صاحب الأوجه المتعددة وصاحب الشخصية المركبة والغنية بالتمرد والجنون والخفايا والتفاصيل.
9. فيلم وثائقي «العاصمة الإدارية»، يتضمن أبرز المروعات التى شهدتها العاصمة الإدارية الجديدة، واستعرض تاريخ عواصم مصر منذ منف وحتى القاهرة، كما عرض آراء عدد من الخبراء حول أهمية العاصمة الإدارية الجديدة. وفند أبرز الشائعات التى تم توجيهها ضد العاصمة الإدارية وعرض الرد عليها.
10. فيلم وثائقي «حياة كريمة»، ويلقي الضوء على مشروع تطوير القرى المصرية، من أجل توفير حياة كريمة للمواطنين في القرى الأكثر احتياجاً.
11. فيلم وثائقي «30 يونيو .. ثورة انقاذ مصر»، تناول ملامح الحالة الإنسانية التي شهدتها مصر صباح اليوم الفارق في تاريخ المحروسة، وإصرار المصريين على التخلص من حكم التنظيم، رغم التهديدات التي أطلقها قادة الجماعة.
12. فيلم وثائقي «الاختيار 3 الحلقة الوثائقية»، تستعرض تسجيلات صوتية تذاع للمرة الأولى، وشهادات وثائقية مهمة تُعرض لأول مرة لعدد من شهود العيان والمشاركين في الأحداث التي شهدتها مصر خلال الفترة من 30 يونيو 2012 حتى إعلان خارطة الطريق في 3 يوليو 2013.
13. فيلم وثائقي «قطب»، فيلماً وثائقياً عن سيد قطب، المنظر الإخواني، حيث استعرض قصة حياة سيد قطب، وكيف حاول استغلال ثورة 23 يوليو 1952 ليصعد في المناصب؛ واستعرض أفكار سيد قطب التكفيرية، وكيف ساهمت أفكاره في نشر التكفير ومعاداة المجتمع، واستضاف عدد من الخبراء يكشفون حياة سيد قطب وأفكاره المعادية للمجتمع.
14. فيلم وثائقي «غرائب البحار العربية»، استعرض أبرز الأسماك المميزة والكائنات البحرية في أعماق البحار، كما استعرض أبرز أنواع تلك الكائنات البحرية.
15. فيلم وثائقي «الحياة في الأمازون»، ويتناول الحياة في غابات الأمازون.
16. فيلم وثائقي «جذور مصر القديمة»، ويتناول الحضارة الفرعونية.
17. فيلم وثائقي «الفرح الريفي»، ويتناول ملامح الأفراح في الريف المصري.
18. فيلم وثائقي «كيف تصبح مصوراً فوتوغرافياً»، ويتناول بعض المعلومات عن كيفية التصوير الفوتوغرافي.
19. فيلم وثائقي «على الأرض السلام»، يتحدث عن أرض السلام مصر، وعرض عدد من الكنائس المميزة في مصر.
20. فيلم وثائقي «الأقصر .. السر»، والذي استعرض أبرز المقاصد السياحية والأثرية بمحافظة الأقصر، وحدم السياحة فيها.
21. فيلم وثائقي «حلم الخلود»، يتحدث عن محاولات بعض العلماء للوصول لاكتشافات طبية تمنع الشيخوخة وتساهم في تقليل سن الإنسان، وما إذا كانت هناك اكتشافات لمواجهة الموت.
22. فيلم وثائقي «صناعة المستقبل»، تتحدث عن التطورات التكنولوجية التى تجري بالعالم وتجيب على عدة أسئلة، مثل "إلى أين تتجه التكنولوجيا؟"، و"إلى أي مدى سيندمج الإنسان في الآلة؟"، وتشرح كيفية استخدام الإنسان للتكنولوجيا لتسهيل حياته وتحقيق أهدافه، والتكامل بين الإنسان والآلة.
23. فيلم وثائقي «رحلة تطور الروبوتات»، ويتناول ثورة الروبوت والذكاء الاصطناعي وإلى أين تتجه بنا، وشكل المستقبل القريب في وجود روبوتات لديها القدرة على الإحساس، والمهام الأخرى التي يمكن للروبوتات الآلية أدائها بدلًا من البشر، وعن مدى استطاعة الروبوتات لتطوير نفسها، لتصبح أكثر ذكاءً وقوة من البشر.
24. فيلم وثائقي «في غرام الروبوتات»، الذي يحكي تفاصيل عن صناعتها، واندماجها مع البشر، وهل تحل مكان البشر في بعض المهام.
25. فيلم وثائقي «وحوش صنعها البشر»: هناك وحوشًا في الطبيعة نعرفها، ووحوشًا أخرى لا نعلم عنها شيئًا، وأخطر هذه الوحوش، نحن من نصنعها.. كيف سيكون مستقبلنا في عالم يمتلئ بوحوشًا صنعها البشر؟، هل سنتمكن من إيقاف ما بدأناه؟
26. فيلم وثائقي «ألعاب شكلت العالم»، وتتحدث عن رواد الأعمال الذين بنوا إمبراطوريات ضخمة من صناعة الألعاب أو اختراعات معقدة أحدثت ثورة في صناعة الألعاب، من الألعاب التقليدية مثل "الدومينو" و"الشطرنج" إلى الألعاب التكنولوجية مرورًا بألعاب غيرت مفهوم الترفيه في العالم.
27. فيلم وثائقي «ممالك القردة»، ويتناول البرنامج حياة القردة، وأغرب عاداتهم وطباعهم.
28. فيلم وثائقي «أجنحة صغيرة»، الذى يستعرض حياة الطيور في عدد من بلدان العالم.
29. فيلم وثائقي «قائمة طعام الحيوان» والذي استعرض عدد من قوائم الأطعمة التي تخص الحيوانات.
30. السلسلة الوثائقية «سيارات كلاسيكية» والذي استعرض عدد من السيارات الكلاسيكية.
31. برنامج «البقاء للأقوى»، ويتناول البرنامج الصراع بين الحيوانات في الغابة.
32. برنامج «أنجح المسلسلات الأمريكية»، ويتناول أشهر المسلسلات الأمريكية التي كان لها صدى واسع.
33. برنامج «كوارث كبرى»، ويتناول البرنامج أشهر الكوارث الكبرى التي وقعت في العالم بعضها من صنع الطبيعة وبعضها الآخر من صنع الإنسان.
34. مسلسل «العالم الخفي لوحيد القرن»، ويتناول البرنامج حياة وحيد القرن في الغابة.

## ترخيص قناة الوثائقية من المجلس الأعلى للإعلام
في 3 يناير 2024 حصلت قناة الوثائقية علي ترخيص من المجلس الأعلى لتنظيم الإعلام، وتسلم الترخيص الكاتب الصحفي أحمد الدريني رئيس القطاع الوثائقي في الشركة المتحدة، وذلك خلال حفل أُقيم بمناسبة توزيع دفعة جديدة من التراخيص لـ78 قناة فضائية، وعدد من المواقع الإلكترونية والصحف والمجلات.